# JAK/STAT signalizace

JAK/STAT signalizace, klíčové události

JAK/STAT signalizace (JAK–STAT) je buněčná signalizační cesta, která přenáší signál z cytokinového receptoru skrz fosforylační kaskádu až konečně do jádra, kde zpravidla ovlivní expresi genů. Touto cestou je možné stimulovat buněčnou proliferaci, diferenciaci, migraci a apoptózu; tyto jevy mohou ovlivňovat krvetvorbu, vývoj imunitního systému či třeba mléčných žláz, tvorbu tukové tkáně, vznik mezipohlavních rozdílů a podobně.

## Mechanismus
Účastníky této signalizace jsou zejména cytokinové receptory, JAK kinázy a STAT transkripční faktory. Z cytokinů se JAK/STAT signalizace týká především tzv. hematopoetinů. Když se navážou hematopoetiny na receptor, konformační změna umožní navázání JAK kináz. Ty se následně vzájemně fosforylují a nakonec dokonce fosforylují tyrosinový zbytek na samotném receptoru. Tato fosforylační změna však „přiláká“ STAT proteiny, které se navážou a nechají se fosforylovat pomocí JAK kináz. To způsobí jejich uvolnění z receptoru a takové STAT proteiny mohou dimerizovat, což je aktivuje. Prochází přes jadernou membránu a vážou se na DNA.